# Épreuve de rallycross de Kerlabo
Épreuve précédente Épreuve suivante
L'épreuve de rallycross de Kerlabo est une course automobile sur circuit qui fait partie du championnat de France de rallycross. Cette épreuve est actuellement organisée sur le circuit de Kerlabo, à Cohiniac, en Côtes-d'Armor.

## Histoire
Le circuit de Kerlabo a été créé en 1992, à l’initiative de quelques passionnés de sport automobile, pour développer la pratique du Rallycross. En 2008 et 2010, il a accueilli une manche du Championnat d'Europe de Rallycross, regroupant plus de 15 000 spectateurs. Le circuit de Kerlabo est coordonné par l'Association de Sport Automobile de Kerlabo Armor (ASAKA), créée en 1992, elle rassemble jusqu'à 250 bénévoles pour les événements les plus importants organisés sur le site.

## Accès
Le circuit de Kerlabo se situe à Cohiniac, dans les Côtes d’Armor en Bretagne à 470 km de Paris par l’autoroute A10, la RN12, puis la D7. La plus proche gare TGV se situe à Saint-Brieuc sur la ligne Paris-Brest. Il est situé à environ 60 kilomètres de l'Aéroport de Lannion.

## Records de la piste
- Supercar :  Fabien Pailler en 0 min 33 s 103 (2019,  Peugeot 208 I RX)
- Super 1600 :  Anthony Paillardon en 0 min 35 s 185 (2022,  Audi A1 I)
- Division 3 :  Nicolas Beauclé en 0 min 34 s 338 (2022,  Mercedes Classe A)
- Division 4 :  Sébastien Le Ferrand en 0 min 35 s 834 (2019,  Peugeot 208 I)

## Spécificités
D'une longueur de 968 mètres et d'une largeur allant de 10 à 15 mètres, la piste est composée, à 42 % de terre (409 mètres), et 58 % d’asphalte (559 mètres). La longueur de la ligne droite de départ est de 164 mètres. Le Tour Joker, en disposition intérieure mesure 981 mètres, soit 13 mètres de plus que le tracé normal.

« C’est clairement le circuit où je prends le plus de plaisir ! C’est assez technique, il faut un bon sens des trajectoires. Il est sympa, il n’y a pas à dire »

Vue panoramique de la sortie du Tour Joker.

— Fabien Pailler

## Palmarès

### Par année
| Saison | Supercar                                  | Super 1600                                | Division 3                                        | Division 4                                |
| ------ | ----------------------------------------- | ----------------------------------------- | ------------------------------------------------- | ----------------------------------------- |
| 2017   | Phillippe Maloigne Peugeot 208 I RX       | Samuel Peu Citroën Saxo Kit-Car           | Christophe Saunois Toyota Corolla E120 V6 T3F     | Stéphane Hameau Peugeot 306 Maxi          |
| 2018   | Antoine Massé Peugeot 208 I RX            | Yvonnick Jagu Škoda Fabia II S1600        | David Vincent Renault Clio IV V6 T3F              | Jean-Mickaël Guerin Peugeot 206           |
| 2019   | Fabien Pailler Peugeot 208 I RX           | Yvonnick Jagu Škoda Fabia II S1600        | Romain Houiller Ford Fiesta MkVII Rallycross      | Xavier Goubill Peugeot 306 Maxi           |
| 2020   | Annulé à cause de la pandémie de Covid-19 | Annulé à cause de la pandémie de Covid-19 | Annulé à cause de la pandémie de Covid-19         | Annulé à cause de la pandémie de Covid-19 |
| 2021   | Fabien Pailler Peugeot 208 I RX           | Jimmy Terpereau Citroën C2 S1600          | Benoît Morel Ford Fiesta MkVII Rallycross         | Sébastien Le Ferrand Peugeot 208 I RX     |
| 2022   | Samuel Peu Peugeot 208 I RX               | Jimmy Terpereau Citroën C2 S1600          | Nicolas Beauclé Mercedes-Benz Classe A (Type 176) | Jean-François Blaise Renault Clio IV      |